# Metafannyella eos
Metafannyella eos is een zachte koraalsoort uit de familie Primnoidae. De koraalsoort komt uit het geslacht Metafannyella. Metafannyella eos werd in 1998 voor het eerst wetenschappelijk beschreven door Bayer. 